# Spettrus
Spettrus è un personaggio dei fumetti neri italiani nato sulla scia del successo di Diabolik e protagonista di due serie a fumetti pubblicate in Italia dal 1965 al 1967; venne ideato dagli sceneggiatori Alfredo Saio e Andreina Repetto e disegnato da Franco e Fausto Oneta e, a differenza degli altri epigoni di Diabolik, era privo di corpo e dotato solo di una mente che si nutriva della paura degli altri.

## Biografia del personaggio
La serie narra le avventure della “mente” dello scienziato pazzo Marcus Emerson che, privo di un vero e proprio corpo, esiste solo come mente. Graficamente venne realizzato disegnando solo gli occhi fluttuanti a mezz'aria che si sostituivano a quelli delle sue vittime. Contro di lui si schiera l’eroe mascherato Ariel.

## Storia editoriale
Il personaggio è protagonista di due serie a fumetti realizzate fra il 1965 e il 1967.

### Volumi pubblicati

#### Prima serie
La prima serie è composta da 46 volumi pubblicati in formato tascabile dalle Edizioni Cervinia da marzo 1965 ad aprile 1967 con periodicità prima mensile e poi quattordicinale:
1. "La notte del mostro"
2. "La torre della tortura"
3. "L'inferno dei pazzi"
4. "Giustizia mortale"
5. "La morte viene dal mare"
6. "L'assassino nell'ombra"
7. "Un uomo da uccidere"
8. "La lancia insanguinata"
9. "Il bosco dell'orrore"
10. "Il ritorno del mostro"
11. "La morte ha gli occhi viola"
12. "Il cadavere che uccide"
13. "Terrore a New York"
14. "L'urlo della belva"
15. "La valle degli scheletri"
16. "Il sangue non si paga"
17. "La notte del terrore"
18. "Anonima Vampiri"
19. "La caccia della tigre"
20. "Il volto della morte"
21. "L'impronta insanguinata"
22. "L'orrenda scoperta"
23. "Lo sparo dall'Oltretomba"
24. "La cripta del morto"
25. "Uccidere o morire"
26. "Lotta di mostri"
27. "Sexi e droga"
28. "S.O.S. Salvate il mondo"
29. "La città del terrore"
30. "Paura"
31. "Delitti sexy"
32. "La legione dei dannati"
33. "La morsa di fuoco"
34. "Lotta inumana"
35. "Massacro spaziale"
36. "L'infame ricatto"
37. "La strada del patibolo"
38. "Il pugile maledetto"
39. "Tragedia sull'Hymalaia"
40. "La rivincita di Ariel"
41. "L'idolo di sangue"
42. "La clinica della morte"
43. "Morire a Tangeri"
44. "L'albero dell'impiccato"
45. "L'uomo e la bara"
46. "I figli del demonio"

#### Seconda serie
La seconda serie è composta da 4 volumi in formato tascabile pubblicati dalle Edizioni Cervinia nel 1967 con periodicità quattordicinale:
1. "Wolfox = Terrore"
2. "Patto con il Diavolo"
3. "La donna di Wolfox"
4. "Sangue sul tappeto verde"

#### Ristampa
Nel 1969 nella collana "La mente che uccide" vennero ristampate le prime sei storie ripropose a due per numero.